# Acomys ngurui
Acomys ngurui — вид гризунів із родини Muridae, поширений у Танзанії. Населяє райони гірських лісистих саван. Цей вид, як правило, віддає перевагу сухим кам’янистим місцям існування, і був знайдений на кам’янистих схилах гори Нгуру-Я-Ндеге, а також у районах лісів на вершинах пагорбів, розкиданих міомбо та балкових лісів.